# Back Chat
"Back Chat" är en Queenlåt skriven av basisten John Deacon och finns med på deras tionde studioalbum Hot Space, som gavs ut 1982. Queen spelade låten live under deras "Hot Space Tour" 1982.